# Біржайський район
Біржайський район (лит. Biržų rajono savivaldybė) — муніципалітет районного рівня на півночі Литви, що знаходиться у Паневежському повіті. Адміністративний центр — місто Біржай.

## Загальна характеристика
Біржайський район має площу 1476 км² (2,3 % від площі Литви). Максимальна висота 88 м над рівнем моря, мінімальна — 21 м. У районі близько 8 000 карстових печер. 26,4 % території покриті лісом, 4,5 % території займають торфовища. Через район протікає річка Мемель. Тут знаходиться найбільше та найстаріше штучне озеро Литви — Шірвенське озеро.

## Адміністративний поділ та населені пункти
Район включає 8 староств:
- Біржайське міське (лит. Biržų miesto seniūnija; Біржай)
- Вабальнінкаське (лит. Vabalninko seniūnija; Вабальнінкас)

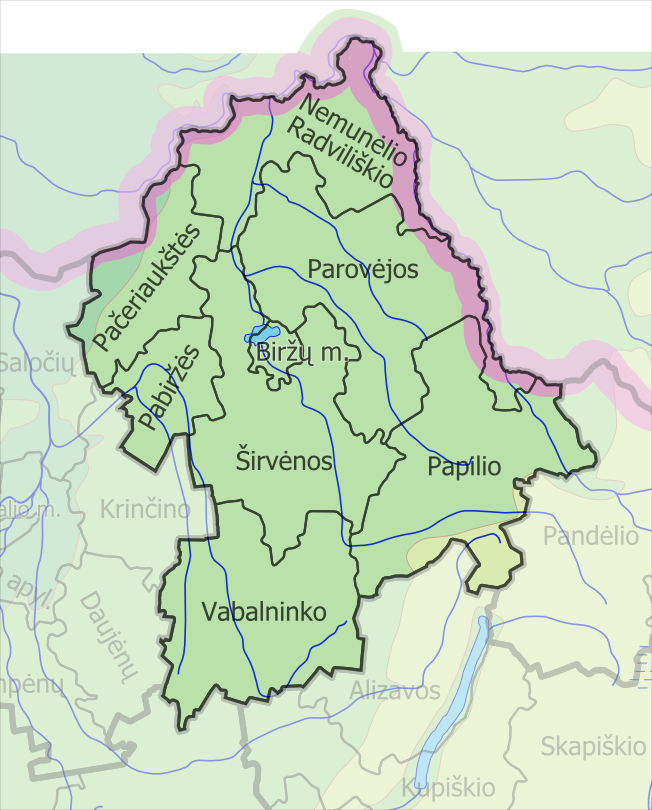
Староства Біржайського району

- Нямунеле-Радвилішкське (лит. Nemunėlio Radviliškio seniūnija; Нямунеле-Радвилішкіс)
- Пабіржське (лит. Pabiržės seniūnija; Пабірже)
- Пачеряукштське (лит. Pačeriaukštės seniūnija; Пачеряукште)
- Папиліське (лит. Papilio seniūnija; Папиліс)
- Паровейське (лит. Parovėjos seniūnija; Паровея)
- Ширвенське (лит. Širvėnos seniūnija; село Біржай)

Район містить 2 міста — Біржай та Вабальнінкас; 4 містечка — Купрелішкіс, Нямунеле-Радвилішкіс, Пабірже і Папиліс; 538 сіл.
Чисельність населення найбільших поселень (2001):
- Біржай — 15 262
- Вабальнінкас — 1 328
- Біржай (село) — 874
- Нямунеліс-Радвилішкіс — 729
- Рінкушкяй — 703
- Мядайкяй — 656
- Кірдоніс — 492
- Нацюнай — 455
- Германішкіс — 429
- Паровея — 402

## Населення
Згідно з переписом населення 2011 року у районі мешкало 28171 осіб.
Національний склад:
- Литовці — 97,83 % (27561 осіб);
- Росіяни — 0,84 % (236 осіб);
- Латиші — 0,19 % (53 осіб);
- Українці — 0.16 % (44 осіб);
- Поляки — 0,14 % (39 осіб);
- Білоруси — 0,13 % (38 осіб);
- Інші — 0,71 % (200 осіб).

## Економіка
Район виробляє 0,7 % литовського промислового виробництва. Виробляється пряжа і тканини (компанія «Siūlas»), пиво, випікається хліб, розробляється переробка деревини.
Сільськогосподарські землі займають 64,5 % території. Вирощується кукурудза, картопля, кормові культури, льон, цукровий буряк. Муніципальний район виробляє 2,3 % литовського зерна, 3,5 % лляного волокна, 1,6 % цукрових буряків, 1,8 % картоплі, 2 % тваринницької продукції, 2,3 % молока.